# Horst Mrotzek
Horst Mrotzek (* 17. September 1926 in Neidenburg in Ostpreußen; † 27. April 2005 in Leer (Ostfriesland)) war ein deutscher Journalist und Schriftsteller.

## Leben
Der 1926 in Ostpreußen geborene Mrotzek wurde noch als Jugendlicher im Zweiten Weltkrieg in die Wehrmacht eingezogen und in dieser zum Einsatz an der Front in Litauen und Ostpreußen abkommandiert. Mit einer Kriegsverletzung wurde er im Rahmen der Verwundeten- und Flüchtlingstransporte über die Ostsee 1945 kurz vor der Einmarsch der sowjetischen Truppen ausgeschifft.
In der Nachkriegszeit siedelte Mrotzek nach Coburg und arbeitete dort als Zöllner an der innerdeutschen Grenze. Nebenher veröffentlichte er erste eigene Schriften.
1968 ging Mrotzek nach Ostfriesland in die Stadt Leer, in der er freiberuflich tätig wurde. Neben zahlreichen Kurzgeschichten schrieb er Erzählungen und Aphorismen, die er in verschiedenen Publikationen sowie in der Tagespresse veröffentlichte.
Um 1982 wohnte Horst Mrotzek am Horstweg 13 in Leer-Loga.

## Schriften (Auswahl)
- Lyrik und Prosa vom Hohen Ufer, Band 2, Hannover: Moorburg-Verlag, 1982, ISBN 978-3-921814-64-2, S. 196–204
- Nur noch einen Sommer lang. Geschichten um Ostpreußen, [Leer, Mühlenweg 3a]: H. Mrotzek, 1983; Inhaltsverzeichnis
- Wo Thomas Mann drei Sommer lang schrieb. Ein Ostpreusse erzählt (= Frieling neue Texte), Original-Ausgabe, 1. Auflage, Berlin: Frieling, 1992, ISBN 978-3-89009-405-2 und ISBN 3-89009-405-8
- Reisewege. Begegnungen mit der Vergangenheit, Niebüll: Videel, 2001, ISBN 978-3-89906-135-2 und ISBN 3-89906-135-7